# Palau de la Moncloa
El Palau de la Moncloa, a Madrid, és, des del 1977, la seu oficial i la residència del President del Govern espanyol i la seva família. Està envoltat per un complex presidencial que inclou el palau original i els seus jardins, edificis més moderns, com la Vicepresidència Primera del Govern i el Ministeri de la Presidència, i l'oficina del portaveu del Govern, la sala de premsa i dependències principals. Tots els edificis del complex presidencial es comuniquen mitjançant un búnquer de seguretat subterrani. El conjunt governamental, anomenat Complex de La Moncloa, es troba a l'avinguda Puerta de Hierro de Madrid, al costat de la Ciutat Universitària.

## Història
El Palau de La Moncloa va ser, en principi, una finca d'ús agrari que, per la seva bona situació, es va convertir posteriorment en una casa palau.
Pertanyia, a principis del segle xvii, a Ana de Mendoza, comtessa de Cifuentes i, després de passar per diversos propietaris, va ser adquirida per Juan Croy, comte de Sora, i és coneguda a partir de llavors com l'horta de Sora. El 1660 va ser adquirida per Gaspar de Haro i Guzmán, marquès d'El Carpio i d'Eliche, propietari de la veïna horta de La Moncloa, nom que procedeix dels antics propietaris, els comtes de Monclova, denominació que va donar lloc posteriorment al topònim Moncloa, tal com el coneixem avui. Gaspar de Haro va fer construir a la part alta un palau que més tard seria conegut com de La Moncloa en quedar unides les dues propietats, l'horta de La Moncloa i l'horta de Sora o d'Eliche. Les dues hortes, juntament amb la resta de les possessions que tenia el marquès d'Eliche als voltants, van ser heretades per la seva única filla, Catalina de Haro, casada amb Francisco Álvarez de Toledo, desè duc d'Alba.
Després de passar per diversos propietaris, el 1802 Carles IV va adquirir el palau i l'horta per afegir-los al Reial Lloc de La Florida, que a partir de llavors va ser conegut com a Reial Lloc de La Moncloa. El 1816, el rei va encarregar a Isidro González Velázquez que restaurés el palau.
Trenta anys més tard, Isabel II va cedir a l'Estat tota la propietat de La Moncloa, que va passar a dependre del Ministeri de Foment. El Palau de La Moncloa va tornar a ser restaurat per Joaquín Ezquerra del Bayo el 1929 i, durant la Guerra Civil, l'edifici va ser parcialment destruït. El va reconstruir Diego Méndez el 1955, seguint el model de la Casita del Labrador d'Aranjuez. En la reconstrucció es van fer servir les columnes del claustre del palau arquebisbal d'Arcos de la Llana.
L'actual palau és, doncs, en la major part, una reconstrucció de l'antic palauet de caça duta a terme durant els anys quaranta i cinquanta del segle passant. Sota el franquisme, el palau va servir com a residència oficial dels caps d'estat en visita a Espanya i altes personalitats.

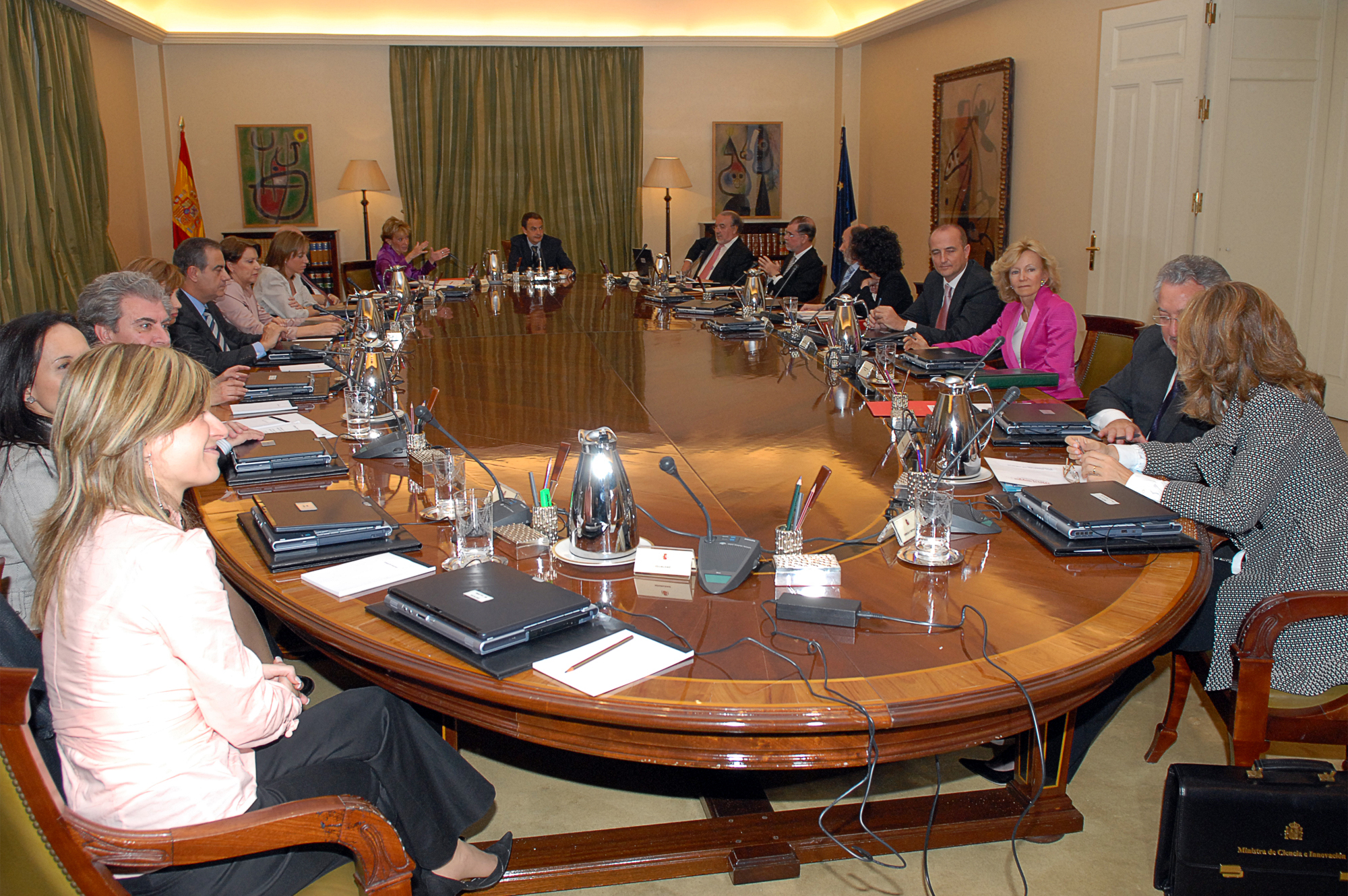
Saló del Consell de Ministres al Pavelló de Consells

El 1977, el president Adolfo Suárez va ordenar traslladar la seu de la Presidència del Govern, situada al cèntric passeig de La Castellana, al Palau de Villamejor. El canvi es va produir, fonamentalment, i atesa la reservada ubicació de La Moncloa, per motius de seguretat. Amb la nova seu es va establir també al palau la residència oficial per al president i la seva família, fins llavors inexistent.
Amb el temps, i donades les creixents funcions que ha anat assumint, es van fer necessaris nous equipaments addicionals, que, a fi de salvaguardar la integritat arquitectònica del palauet original, s'han anat construint des de llavors al recinte perifèric, i s'ha format d'aquesta manera el que es coneix com Complex de La Moncloa.

## Habitatge presidencial
Els presidents que han viscut a La Moncloa són:
- Adolfo Suárez, 1976-1981.
- Leopoldo Calvo-Sotelo, 1981-1982.
- Felipe González, 1982-1996.
- José María Aznar, 1996-2004.
- José Luis Rodríguez Zapatero, 2004-2011.
- Mariano Rajoy, 2011-2018.
- Pedro Sánchez, 2018-.